# وینبیگوو (نبراسکا)
وینبیگوو(به انگلیسی: Winnebago) شهری در ایالت نبراسکا کشور ایالات متحده آمریکا است که جمعیت آن در سرشماری سال ۲۰۱۰ میلادی، ۷۷۴ نفر بوده‌است.